# Maesa oligotricha
Maesa oligotricha är en viveväxtart som beskrevs av Elmer Drew Merrill. Maesa oligotricha ingår i släktet Maesa och familjen viveväxter. Inga underarter finns listade i Catalogue of Life.